# آق‌بلاغ (سارال)
آق‌بلاغ روستایی در دهستان سارال بخش سارال شهرستان دیواندره استان کردستان ایران است.

## جمعیت
بر پایه سرشماری عمومی نفوس و مسکن در سال ۱۳۹۵ جمعیت این روستا ۶۳ نفر (۱۶خانوار) بوده‌است.